# Ronald Guintrange
Ronald Guintrange est un journaliste-présentateur français travaillant à BFM TV depuis 2007.

## Biographie
Diplômé de l'École supérieure de journalisme de Paris, il commence sa carrière en 1996 sur la chaîne de télévision locale TV8 Mont-Blanc. En 1998, il rejoint la chaîne généraliste francophone internationale TV5 Monde où il présente pendant plus de huit ans les journaux télévisés.
Au printemps 2007, il rejoint la chaîne d'information en continu BFM TV, pour présenter avec Nathalie Lévy Info 360, diffusé à partir de septembre 2008 du lundi au vendredi entre 21 h et minuit. Pendant l'été 2008, il remplace Christophe Delay à la présentation de la matinale Première édition.[réf. souhaitée]
À la fin d'août 2009, à la suite du départ de Nathalie Levy pour France 5, Karine de Ménonville reprend la coprésentation de Info 360 avec Ronald Guintrange. 
Fin avril 2010, dans une sorte de jeu des chaises musicales, plusieurs présentateurs échangent leurs horaires de présence à l'antenne de BFM TV. Ronald Guintrange rejoint ainsi le Non Stop du matin avec Roselyne Dubois (9 h - 12 h), remplaçant Jean-Alexandre Baril qui reprend le Non Stop de l'après-midi.
De 2012 à 2019, il présente le Midi-15h en duo avec Karine de Ménonville.
À partir de la rentrée 2019, il présente l'émission 7 jours BFM.
Dès le 27 août 2021, il continue l'animation de l'émission 7 jours BFM, le vendredi de 20 h 30 à 22 h, le samedi et le dimanche de 17 h à 18 h et de 20 h à 22 h. Mais à la rentrée 2022, la tranche 17 h à 18 h du samedi et du dimanche devient BFM Story Week-end et à la rentrée 2023, les autres tranches deviennent le 90 minutes pour le vendredi et le 120 minutes pour le samedi et le dimanche.
Dès le 8 mars 2025, il récupérait la tranche de 10h00 à 12h00 le samedi et dimanche et une autre tranche qui est à 13h00, à la suite du départ de Philippe Gaudin qui part pour de nouvelles aventures, il cède la tranche du déj infos week-end qui est de 12h00 à 15h00 le samedi et son autre tranche qui est l'aprèm infos de 14h00 à 16h00 le dimanche à sa collègue Anne Seften qui vient de faire son retour du BFMTV à la suite de ce licenciement par LCI.
Dès la fin du mois de mai 2025, il décide de quitter BFM TV  après 18 ans d'antenne, et active la clause de cession valable jusqu'au 31 mai 2025 comme Phillipe Gaudin auparavant, qu'il remplaçait poste pour poste, sans préciser ses projets futurs,  ainsi que de nombreux journalistes et reporters de la chaine, avec cette disposition du statut de journaliste figurant dans la loi du 29 mars 1935 à l'unanimité par le Parlement, qui permet à tout journaliste de quitter de sa propre initiative une entreprise, tout en percevant les indemnités de licenciement lorsque le journal ou le périodique auquel il collabore est cédé.

## Filmographie
- 2010 : Comme les cinq doigts de la main (apparition comme présentateur d'un flash d’informations avec Karine de Ménonville)